# Estado liberal de Guatemala (1829-1840)
Se conoce como Estado liberal de Guatemala al período histórico de ese país centroamericano comprendido entre 1829 y 1840, y en el que gobernaron los liberales centroamericanos.  El 27 de agosto de 1836, los liberales impusieron leyes laicas, como el divorcio, el matrimonio civil y el establecimiento de juicios de jurados, inspiradas en el código de Edward Livingston, un tratado legal que se había puesto en vigencia en el estado de Luisiana en los Estados Unidos y traducido al español por José Francisco Barrundia; la población guatemalteca, con un catolicismo muy arraigado, se resintió de este cambio de leyes, y por el hecho de que las órdenes monássticas hubieran sido expulsadas del país en 1829; esta situación poco a poco se fue agravando, hasta que debido a una epidemia de cólera en 1838 se llegó a una guerra civil que tuvo todas las características de una guerra santa entre los campesinos católicos encabezados por Rafael Carrera y los liberales positivistas, liderados por Mariano Gálvez y apoyados por el presidente federal Francisco Morazán.  El período terminó el 13 de abril de 1839, con el golpe de Estado de Rafael Carrera, que inició el gobierno conservador de los 30 años.

## Antecedentes

### Creación del Estado de Guatemala
La República Federal de Centro América se formó el 22 de noviembre de 1824, con el mismo territorio que antes ocupara la Capitanía General de Guatemala —exceptuando a Chiapas que se quedó en México tras la efímera Anexión de Centroamérica a México— y quedó compuesta por cinco estados: Costa Rica, Honduras, Nicaragua, El Salvador y Guatemala.
El Estado de Guatemala fue definido de la siguiente forma por la Asamblea Constituyente de dicho estado que emitió la constitución del mismo el 11 de octubre de 1825: «el estado conservará la denominación de Estado de Guatemala y los forman los pueblos de Guatemala, reunidos en un solo cuerpo.  El estado de Guatemala es soberano, independiente y libre en su gobierno y administración interior.»
La misma constitución de 1825 indicó cual era el territorio del estado, y la primera división administrativa del mismo se hizo oficial el 4 de noviembre de 1825, cuando la Asamblea Constituyente dividió al territorio en siete departamentos;  el artículo primero de dicha ley se reproduce a continuación:
| Artículo 1. El territorio del estado será dividido en los siete departamentos que siguen: 1. Verapaz, que comprenderá el antiguo partido de este nombre y todo el distrito del Petén. 2. Chiquimula, comprende todos los pueblos y valles del antiguo corregimiento de Chiquimula y Zacapa. 3. Guatemala y Escuintla: le forman todos los pueblos del partido de Escuintla y Guasacapán, la capital de Guatemala, las villas de Guadalupe y Nueva de Petapa, los pueblos de Mixco, Chinautla, Jocotenango, Pinula, San Pedro Las Huertas, Ciudad Vieja en la capital, San Miguel y Santa Inés Petapa, San Juan y San Cristóbal Amatitlán y la población de Palencia. 4. Sacatepéquez y Chimaltenango: le corresponden todos los pueblos de Sacatepéquez no comprendidos en el departamento de Guatemala y todos los del extinguido corregimiento de Chimaltenango. 5. Suchitepéquez y Sololá: forman este departamento los territorios pueblos de las alcaldías mayores de ambos partidos. 6. Quetzaltenango y Soconusco: son comprendidos en este departamento todos los pueblos del extinguido corregimiento de Quetzaltenango, y los del antiguo gobierno de Soconusco. 7. Totonicapán y Huehuetenango: los pueblos de este departamento serán los mismos que formaban antes los partidos de ambos nombres. —Tomado de: Pineda de Mont, Manuel (1869) Recopilación de las leyes de Guatemala, 1821-1869 volumen I |

Las cabeceras y distritos de los departamentos fueron establecidas de esta forma:
| Departamento             | Cabecera            | Distritos                                                                               | Departamento               | Cabecera               | Distritos                                                                                                 |
| ------------------------ | ------------------- | --------------------------------------------------------------------------------------- | -------------------------- | ---------------------- | --- |
| Verapaz                  | Cobán               | - Petén - Cahabón - Cobán - Tactic - Salamá - Rabinal                                   | Chiquimula                 | Chiquimula             | - Zacapa - Acasaguastlán - Sansaria - Esquipulas - Chiquimula - Jalapa - Mita                             |
| Guatemala/Escuintla      | Ciudad de Guatemala | - Guatemala - Amatitlán - Escuintla - Mixtán - Jalpatagua - Guazacapán - Cuajiniquilapa | Sacatepéquez/Chimaltenango | Antigua Guatemala      | - San Pedro Sacatepéquez - San Lucas Tejar - Chimaltenango - Jilotepeque - San Juan Sacatepéquez - Patzún |
| Sololá/Suchitepéquez     | Sololá              | - Joyabaj - Quiché - Sololá - Atitlán - Suchitepéquez - Cuyotenango                     | Totonicapán/Huehuetenango  | San Miguel Totonicapán | - Totonicapán - Momostenango - Nebaj - Huehuetenango - Malacatán - Soloma - Jacaltenango - Cuilco         |
| Quetzaltenango/Soconusco | Quetzaltenango      | - Quetzaltenango - Ostuncalco - San Marcos - Tejutla - Soconusco                        | Totonicapán/Huehuetenango  | San Miguel Totonicapán | - Totonicapán - Momostenango - Nebaj - Huehuetenango - Malacatán - Soloma - Jacaltenango - Cuilco         |

## Expulsión del Clan Aycinena

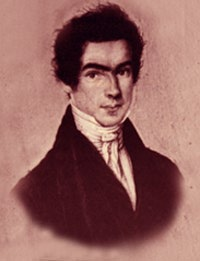
Gobernador conservador Mariano de Aycinena y Piñol.

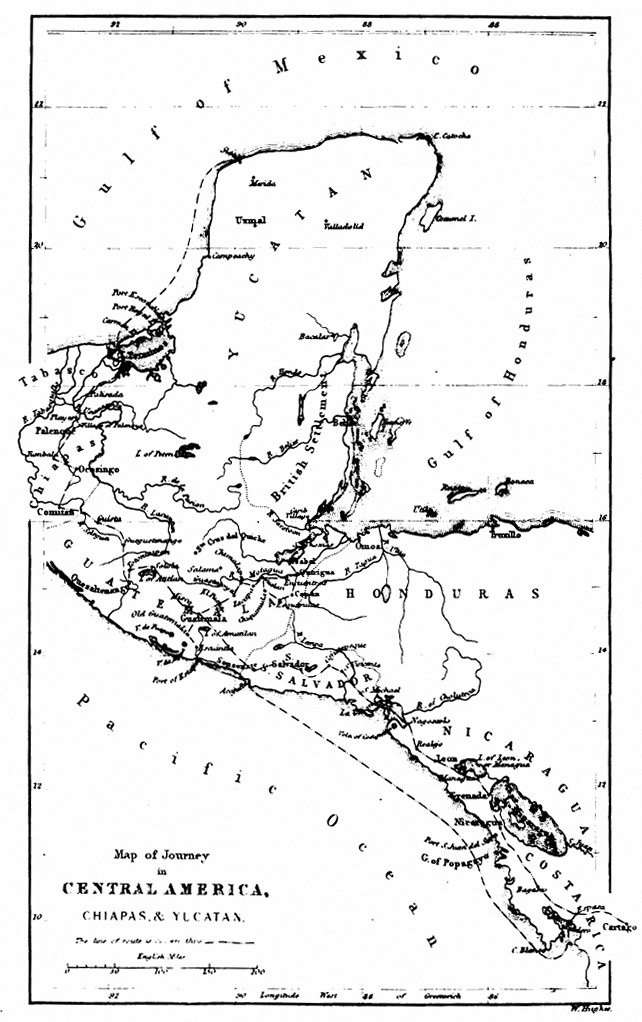
Mapa de Guatemala durante la guerra civil de 1829. Obsérvese las fronteras no delimitidas con México en Yucatán y Chiapas.

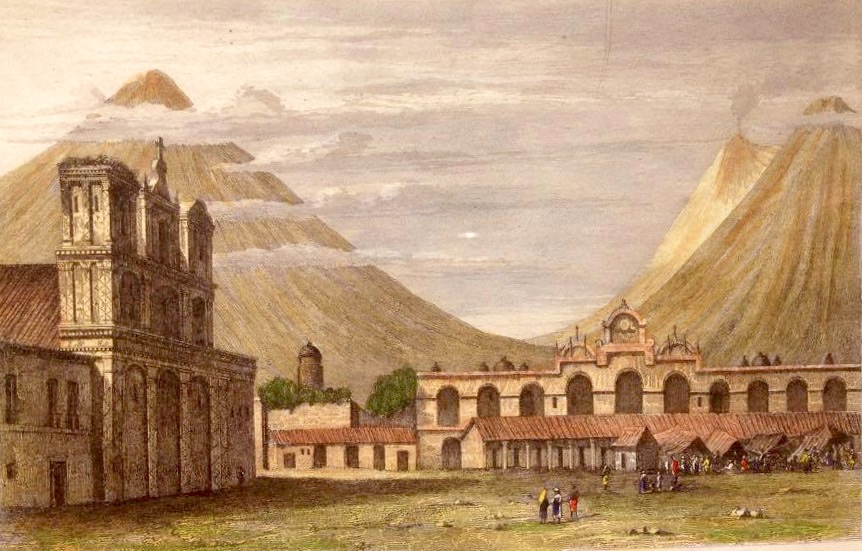
Parque Central de la ciudad de Antigua Guatemala durante la guerra civil de 1829. Obsérvese que el antiguo Palacio de la Capitanía General estaba destruido y que sus columnas se habían resguardado en las construcciones provisionales que se observan en el grabado.

El presidente de la Federación Centroamericana, Manuel José Arce y Fagoaga, luego de aliarse con los miembros del Clan Aycinena ordenó a dos mil tropas federales al mando del general Manuel de Arzú para ocupar El Salvador, evento que marcó el inicio de la guerra civil. Mientras tanto en Honduras, Francisco Morazán aceptó el desafío propuesto por los salvadoreños; le entregó el mando a Diego Vigil como nuevo jefe de Estado de Honduras y se fue a Texiguat, donde se preparó y organizó sus tropas con miras a la campaña militar salvadoreña. Morazán se mantuvo peleando alrededor de San Miguel, derrotando a cada pelotón enviado por el general Arzú desde San Salvador. Esto motivó a Arzú a dejar al coronel Montúfar a cargo de San Salvador y a ocuparse personalmente de Morazán. Cuando el caudillo liberal se dio cuenta de los movimientos de Arzú salió rumbo a Honduras a reclutar más tropas. El 20 de septiembre, el general Arzú estaba cerca del río Lempa con quinientos hombres en búsqueda de Morazán, cuando se enteró de que sus fuerzas habían capitulado en Mejicanos y San Salvador.
Mientras tanto, Morazán regresó a El Salvador con un ejército respetable. El general Arzú fingiendo enfermedad huyó de regreso a Guatemala, dejando sus tropas bajo el mando del teniente coronel Antonio de Aycinena. El coronel y sus tropas marchaban con rumbo a territorio hondureño, cuando fueron interceptados por los hombres de Morazán en San Antonio. El 9 de octubre Aycinena se vio obligado a rendirse. Con la capitulación de San Antonio, El Salvador quedó finalmente libre de tropas federales. El 23 de octubre, el general Morazán hizo su entrada triunfal en la plaza de San Salvador. Unos días más tarde, marchó en Ahuachapán, para organizar el ejército con miras a retirar a los conservadores aristócratas y eclesiásticos del poder en el territorio guatemalteco e implantar un orden constitucional afín a la Federación Centroamericana que los liberales ambicionaban.
Al enterarse de estos hechos, el gobernador conservador del Estado de Guatemala, Mariano de Aycinena y Piñol trató de negociar con Morazán, pero como éstse estaba decidido a acabar con la hegemonía de los aristócratas y eclesiásticos guatemaltecos, no aceptó ningún trato. Aycinena, al ver que no conseguía una solución pacífica, escribió a sus conciudadanos:
| COMPATRIOTAS: Con el mayor sentimiento, me veo en la necesidad de anunciaros: que todos los esfuerzos del supremo gobierno nacional, y de las autoridades del Estado, por el restablecimiento de la paz, han sido inútiles: los que llevan la voz y se han apoderado del mando en S. Salvador, tienen interés en prolongar la guerra; porque ella sirve á sus miras personales, y les importa muy poco la suerte de los pueblos. Aspirando á la dominación de toda la república, y al aumento de su propia fortuna, quieren teñir de sangre éste suelo privilegiado, y destruir todas las fuentes de la riqueza de la nación y del propietario particular. Si no fuesen estos los principios de su conducta, ya habrían vuelto á la partia la tranquilidad de que antes gozara: ya habrían convenido en alguno de tantos tratados de paz que se les han propuesto, casi todos ventajosos para ellos mismos; pero los rehúsan, porque de nada se cuidan menos que del bien general. —Mariano de Aycinena y Piñol Manifiesto del Jefe de Estado a los pueblos 27 de octubre de 1828 |

En Ahuachapán, Morazán hizo todo lo posible para organizar un ejército numeroso. Solicitó al gobierno de El Salvador que le proporcionara 4000 hombres, pero tuvo que conformarse con 2000. Cuando estaba en condiciones de actuar a principios de 1829, envió una división al mando del coronel Juan Prem para entrar en territorio guatemalteco y tomar el control de Chiquimula. La orden fue llevada a cabo por Prem a pesar de la resistencia ofrecida por el enemigo. Poco después, Morazán desplazó una pequeña fuerza cerca de la Ciudad de Guatemala para forzar al enemigo salir de sus trincheras y causar la deserción de sus tropas. Mientras tanto, el coronel Vicente Domínguez, que había salido de la ciudad de Guatemala con seiscientos soldados de infantería para atacar a Prem, se enteró de la pequeña fuerza que estaba cerca de Guatemala; entonces Domínguez cambió sus planes y se fue detrás de esa pequeña tropa. Esta oportunidad fue aprovechada por Prem quien se trasladó de Zacapa y luego atacó a las fuerzas de Domínguez, derrotándolos el 15 de enero de 1829. Luego de esos hechos Morazán le ordenó a Prem que continuara su marcha con los mil cuatrocientos hombres bajo su mando y ocupase el puesto de San José Pinula, cerca de la capital guatemalteca.
Mientras tanto, el pueblo de Antigua Guatemala se organizó contra el gobierno conservador de Aycinena en Guatemala y puso al departamento de Sacatepéquez bajo la protección del general Morazán lo que apresuró la invasión de Morazán a Guatemala con su Ejército Protector de la Ley. El hondureño situó a sus hombres en el pueblo de San José Pinula, cerca de la Ciudad de Guatemala. Las operaciones militares en la capital comenzaron con pequeñas escaramuzas en frente de las fortificaciones del gobierno. El 15 de febrero una de las mayores divisiones de Morazán, bajo el mando de Cayetano de la Cerda, fue derrotada en Mixco por las tropas federales. Debido a esta derrota Morazán levantó el asedio de la ciudad y concentró sus fuerzas en la Antigua. Una división de tropas federales le habían seguido desde la capital bajo el mando del coronel Pacheco, en dirección a Sumpango en Sacatepéquez y El Tejar en Chimaltenango con el propósito de atacarlo en Antigua. Pero Pacheco extendió sus fuerzas, dejando a algunos de ellos en Sumpango. Cuando llegó a San Miguelito el 6 de marzo, con un ejército más pequeño, fue derrotado por el general Morazán, lo que levantó una vez más la moral de los hombres de caudillo liberal.
Después de la victoria de San Miguelito, el ejército de Morazán aumentó cuando voluntarios guatemaltecos se unieron a sus filas. El 15 de marzo, cuando Morazán y su ejército estaban en camino de ocupar sus posiciones anteriores, fue interceptado por las tropas federales del coronel Prado en el rancho de  «Las Charcas ». Morazán, con una posición superior, aplastó al ejército de Prado. El campo de batalla quedó sembrado de cadáveres, y los aliados tomaron numerosos prisioneros e incautaron un considerable número de armas. Posteriormente, Morazán se movilizó a recuperar sus antiguas posiciones en San José Pinula y El Aceituno, y ponerle nuevamente sitio a la ciudad de Guatemala. El general Verveer -ministro plenipotenciario del rey de los Países Bajos ante la Federación de Centroamérica y quien se encontraba en la región para negociar la construcción de un canal interoceánico en Nicaragua por orden del rey de Bélgica y Holanda- intentó mediar entre el Gobierno del Estado y Morazán, pero no pudieron llegar a un acuerdo. Las operaciones militares continuaron con gran éxito para el ejército aliado. 
Para preparar la defensa de la ciudad, amenazada por las tropas de Morazán, Aycinena ordenó el 18 de marzo de 1829 que se aplicara la pena de muerte a todo aquel que ayudara al enemigo, hizo una proclama en la que invocaba la defensa de la  «santidad de los altares» y emitió una disposición legal, por la que los líderes liberales Pedro Molina Mazariegos, el hijo de este, Esteban Molina, Antonio Rivera Cabezas y los militares Cleto Ordóñez, Nicolás Raoul e Isidoro Saget fueron declarados enemigos de la patria y quedaron en calidad de proscritos. Pero de todos modos fue derrotado.
El historiador guatemalteco Federico Hernández de León relata así la capitulación de la ciudad de Guatemala:
| «Todo el Estado [de Guatemala] se encontraba bajo la acción de las tropas invasoras. Sólo la capital resistía. La última batalla campa, se había dado en Las Charcas, obteniendo un triunfo las tropas combinadas de Raoul y Morazán. El cerco se apretó: y [la ciudad de Guatemala], hubo de presenciar tres días de combates en sus calles, después de dos meses de sitio: caían bajo el rigor de las balas mujeres y niños y, conforme se ocupaban los barrios de la capital, las tropas se entregaban al saqueo y al pillaje». «Mucho se ha trabajado por disimular esta acción de vandalismo. Pero lo cierto es que los vencedores, venidos de lejanas tierras, con rencores profundos, con necesidad de represalias, ya estimulado el suficiente odio de Estado a Estado, entraron a la ciudad de Guatemala [...] a golpes de conquistadores, envanecidos por su triunfo sangriento.» —Federico Hernández de León El Libro de las Efemérides, tomo II, 1929. |

El 11 de abril, viéndose perdido, Aycinena le mandó la siguiente nota a Morazán: «Señor General: creo haber llenado mis deberes defendiendo el Estado y la capital hasta donde me ha parecido razonable.  Ahora propongo a usted se suspendan las hostilidades, ínterim se arregla una capitulación para la que estoy dispuesto, y espero se sirva usted decirme el punto a que deben concurrir los jefes que anunciaré al efecto.»  Morazán contestó que solo aceptaba la capitulación incondicional, a lo que Aycinena envió una segunda súplica, en la que solicitaba que se estableciera una Comisión de capitulación; ante esto, Morazán accedió a recibir a los miembros de la Comisión, pero no al cese de hostilidades.  Los comisionados que visitaron a Morazán fueron Manuel Arzú y Manuel Francisco Pavón Aycinena.
El día 12 de abril de 1829, Aycinena firmó el Convenio de Capitulación en la casa de Andrade, en una de las esquinas del Parque Concordia, con Morazán y fue enviado a prisión con sus compañeros de gobierno, y también fue hecho prisionero el expresidente federal Arce y Fagoaga, quien no había participado en los combates; en ese momento, Morazán garantizó la vida y propiedades de todos los conservadores miembros del Clan Aycinena y les ofreció pasaporte para salir del territorio a todo el que quisiera.
El 19 de abril por la tarde, Morazán citó a todos los miembros del Clan Aycinena al Palacio de los Capitanes Generales, en donde tenía su cuartel; llegaron con sus trajes de gala desde el exgobernador Aycinena hasta magistrados, jefes del ejército y vecinos para tratar «un asunto de interés público». Reunidos en un gran salón, de improviso entró la tropa del francés Raoul, quienes los obligaron a formarse y luego los escoltaron hasta el edificio de la Universidad, que Morazán había convertido en cárcel. Y el 20 de abril, Morazán, unilateralamente, anuló el documento, pues su principal objetivo era eliminar el poder de los criollos conservadores y la jerarquía de la Iglesia Católica en Guatemala, a quienes los criollos liberales detestaban por haber estado bajo su dominio durante la colonia española. De acuerdo al historiador Federico Hernández de León, Morazán también actuó de esta forma para evitarse las represalias de las familias guatemaltecas, debido a las graves tropelías cometidas por las tropas morazanistas en la invasión a Guatemala.
Morazán justificó la captura del Clan Aycinena y la anulación de la Capitulación diciendo que una investigación había determinado que muchos ciudadanos habían salido hacia Los Altos, llevándose consigo una gran cantidad de armas y municiones para atacar las fuerzas liberales, lo que había dado lugar a asesinatos y robos en los caminos vecinales.
El 21 de abril Morazán se constituyó en dictador de Guatemala y el 23 de abril hizo pública la anulación de la capitulación; hubo varios ciudadanos de edad avanzada que suplicaron quedar en libertad, y solamente salieron de prisión para ir a morir a sus residencias, como fue el caso de Mariano Asturias y Arroyave.
Posteriormente boletín oficial reportó que en el osario de la iglesia de Santo Domingo encontraron en esos días varios fusiles que los dominicos escondieron para que no los confiscaran los liberales.

## Gobierno de Mariano Gálvez

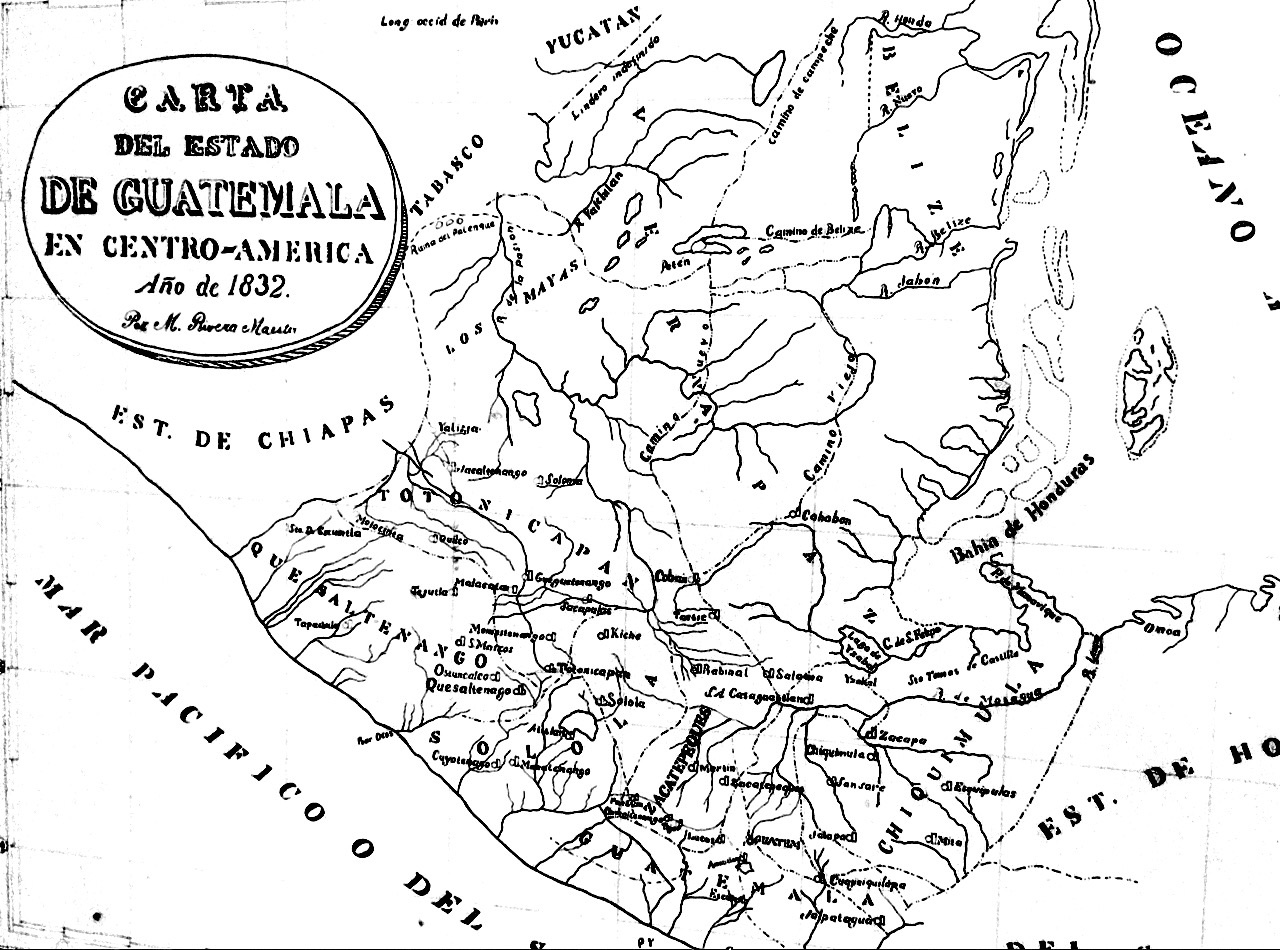
Estado de Guatemala en 1832
Museo Nacional de Historia de Guatemala

Tras su elección como gobernador del Estado, el Dr. Mariano Gálvez fue instado a que tomara posesión de su cargo lo más pronto posible por los miembros de la Asamblea, fue investido con la jefatura del Estado en un sencillo acto el 28 de agosto de 1831, período que concluyó en 1835. Durante su gestión realizó importantes reformas en casi todas las ramas de la administración gubernamental. Al terminar su mandato Gálvez fue reelegido, pero declinó el puesto, pero cuando se hicieron unas terceras elecciones en las que volvió a resulta elegido, Gálvez al fin tomó el poder pero no concluyó este segundo período debido a una revolución conservadora en su contra.
Durante el gobierno de Mariano Gálvez, se practicó ampliamente el liberalismo político y por primera vez se practicó la separación Iglesia - Estado. Gálvez también aplicó la censura de la correspondencia, se confiscaron fondos y propiedades. Por ser antagonista de los privilegios del partido conservador, Gálvez expulsó al arzobispo Ramón Casaus y Torres y en 1832, ordenó la supresión de los tributos a la Iglesia, eliminó la gran mayoría de los asuetos religiosos, autorizó el matrimonio civil y legalizó el divorcio. Hay dos curiosidades al respecto de Mariano Gálvez en este apartado, el primero se refiere al enclaustramiento de los religiosos, una de sus hijas fue sometida a este proceso sin que el presidente la exceptuara. Y el segundo tiene que ver con los registros de diezmos de la Iglesia, ya que se sabe que Mariano Gálvez era un fiel diezmador y dejó de serlo en el momento de tomar la presidencia. Es importante aclarar que Gálvez despojó de privilegios a la Iglesia Católica no por cuestiones religiosas sino que por razones puramente económicas: entre menos asuetos, mayor productividad y con la supresión del diezmo obligatorio, mayores ingresos para las arcas estatales; asimismo, el clero regular de la Iglesiaera el principal terrateniente del Partido Conservador, mientras que el clero secular dirigido por el arzobispo se beneficiaba del diezmo obligatorio. La eliminación de sus privilegios significaba la supresión de su poder.

### Educación
En lo que concierne a la educación, Gálvez se preocupó bastante por readecuar el sistema educativo de Guatemala, y en 1835 se principió a ensayar el famoso sistema lancasteriano, que por aquella época era tenido como el óptimo, y que es bien conocido por el auxilio que el maestro se hacía dar por sus discípulos aventajados, que recibían el nombre de "monitores". También se dieron las becas de Guadalupe costeadas por el Estado y que eran para niños procedentes de los departamentos, siendo condición expresa que cinco de las becas favorecieran a niños indígenas. También se ordenó la creación de una escuela de mineralogía, la creación del Museo Nacional, la de una escuela de niñas, y la de la primera Escuela Normal de Profesores. Finalmente, se fundó la Academia Nacional de Ciencias, la cual vino a llenar que el vacío educativo que existía cuando fue cerrada la Real y Pontificia Universidad de San Carlos Borromeo tras la expulsión de las órdenes del clero regular luego de la derrota del partido conservador. [cita requerida]

## Caída del gobierno de Gálvez

### Levantamiento campesino
Pero el descontento hacia Mariano Gálvez también crecía ya que sus políticas positivitas chocaban contra la opinión de muchos guatemaltecos católicos practicantes, quienes tampoco se adaptaban leyes en el área jurídica y en la administrativa que eran ineficientes para el país.  
En 1837 inició la lucha armada contra el régimen de Francisco Morazán, presidente de las República Federal de Centroamérica; Carrera luchó contra quien gobernaba el Estado de Guatemala, el doctor José Mariano Gálvez, liberal al igual que Francisco Morazán. Fue el máximo dirigente de las fuerzas insurgentes, entre las que se encontraban numerosos indígenas. La razón por la que contó con el apoyo de los indígenas fue que el 9 de junio de 1837, el gobierno del Estado de Guatemala había vuelto a implantar el tributo indígena que había sido suprimido desde tiempo colonial por las Cortes de Cádiz en 1820. Los insurgentes empezaron las hostilidades por medio de una guerra de guerrillas: atacando poblaciones sin dar oportunidad de tener encuentros con las tropas del gobierno. Al mismo tiempo, se propagaba la idea de los enemigos clericales de Gálvez, que lo acusaba del envenenamiento de las aguas fluviales para propagar el cólera morbus a la población, cosa que no ocurría sino por el crecimiento poblacional y la poca capacidad de la estructura sanitaria del país. Esta acusación favoreció a los objetivos de Carrera, poniendo a una gran parte de la población en contra de Mariano Gálvez y de los liberales en general.
Entre las batallas principales destacan: la del cuartel de Mataquescuintla; la de Ambelis en Santa Rosa, derrotando al ejército comandado por Teodoro Mejía; la del 7 de diciembre de 1837 en la plaza de Jalapa donde fue derrotado; y el 13 de enero de 1838 donde fue atacada la Guarnición de Guatemala. Algunos de estos hechos militares estuvieron acompañados por lamentables hechos cometidos por ambos bandos, como robos, asaltos, allanamientos y asesinatos a gente indefensa. En particular, el gobierno de Gálvez, al enterarse de que Carrera era el líder de la revuelta, invadió Mataquescuintla y capturó a su esposa, Petrona García, a quien los soldados tomaron por la fuerza; al enterarse Carrera, juró vengar el ultraje hecho a su mujer, y acompañado de ésta reinició la lucha con nuevos bríos. Petrona García, inflamada por el deseo de venganza, cometió numerosas atrocidades en contra de las tropas liberales, al punto que muchos correligionarios de Carrera le temían más a ella que al propio caudillo, a pesar de que Carrera para entonces mostraba ya los rasgos de liderazco y pericia militar que lo caracterizarían.
La lucha había tomado tintes de guerra santa, pues eran los párrocos del clero secular quienes arengaban a los campesinos a defender los derechos de la santa religión y a combatir a los ateos liberales; el propio Carrera había sido educado por el párroco de Mataquescuintla quien lo había instruido en la religión católica en los vejámenes que ésta sufría bajo el poder de los liberales. Otro factor que influyó en la revuelta fueron las concesiones que dio el gobierno liberal de Francisco Morazán a los ingleses —a quienes llamaban «herejes» por su condición de protestantes; en Guatemala se les había dado Belice y la Haciendo San Jerónimo en Salamá —la cual era la propiedad más cara y rentable que los liberales habían decomisado a los dominicos en 1829; el contrabando de artículos ingleses provenientes de Belice había empobrecido a los artesanos guatemaltecos, quienes se unieron a la revuelta de Carrera. Los sacerdotes anunciaron a los nativos que Carrera era su ángel protector, que había descendido de los cielos para tomar venganza sobre los herejes, los liberales y los extranjeros y para restaurar su dominio antiguo. Idearon varios trucos para hacerles creer a los indios esta ilusión, los cuales fueron anunciados como milagros. Entre ellos, una carta fue lanzada desde el techo de una de las iglesias, en medio de una vasta congregación de indígenas. Esta carta supuestamente venía de la Virgen María, la cual comisionaba a Carrera a liderar una revuelta en contra el gobierno.
Para contrarrestar los violentos ataques de la guerrilla campesina, el gobernador del Estado de Guatemala Mariano Gálvez aprobó y luego alabó el uso de la política de tierra arrasada en contra de los pueblos alzados; esto motivó que varios de sus partidarios le aconsejaran que desistiera de esa táctica pues solamente contribuiría a incrementar la revuelta.  A principios de 1838, José Francisco Barrundia y Cepeda, jefe liberal de Guatemala y decepcionado de la gestión de Gálvez por sus atrocidades, gestionó para llevar a la Ciudad de Guatemala a Carrera,  para combatir al jefe de Estado; Para ese año, la situación en Guatemala era insostenible: la economía se encontraba paralizada por la poca seguridad de los caminos y se llegó al punto en que los liberales negociaban con Carrera para poner fin a este enfrentamiento aunque era inevitable. Gálvez sale del ejercicio del poder el 31 de enero de 1838 ante el «Ejército de los Pueblos» al mando de Rafael Carrera que inició la penetración en la ciudad de Guatemala con un ejército de entre diez mil a doce mil hombres, luego del acuerdo a que llegó Carrera con Barrundia y Cepeda. Barrundia creó un periódico en el que se dedicó a destruir completamente a Gálvez, quien a su vez trató de acercarse a los conservadores y solicitó ayuda a Francisco Morazán, presidente de la República Federal de Centroamérica pero que definitivamente no logró salvar al gobierno de Guatemala.
Las tropas victoriosas de Carrera, al grito de «¡Viva la religión!» y «¡Fuera los herejes extranjeros!» y constituidas principalmente por campesinos pobremente armados, tomaron la Ciudad de Guatemala y se dedicaron al pillaje y a destruir los edificios del gobierno liberal, incluyendo el Palacio Arzobispal, que era en donde residía Gálvez y la casa del presentante inglés William Hall.  Para detener a la turba, Carrera pidió al decano de la Catedral, Antonio Larrazábal, que abriera las puertas del edificio, que habían permanecido cerradas desde 1829; Larrazabal se opuso terminantemente diciendo que al sagrado recinto no ingresaba chusma y mucho menos armada; Carrera entonces le colocó un cuchillo en el cuello y volvió a pedirle que por favor abriera las puertas. Larrazábal dio órdenes para que abrieran el recinto, y la turba lo invadió pero lo respetó y así se calmó el ánimo de la milicia.
El 2 de marzo de 1838 fue aceptada por unanimidad en la Asamblea la ausencia del poder del doctor Gálvez, y se iniciaría un período de incertidumbre en el Estado de Guatemala, del que el gran beneficiado sería Rafael Carrera, aunque primero sufriría algunas derrotas. Al caer el gobierno de Gálvez, los representantes criollos de Los Altos aprovecharon para separarse del Estado de Guatemala. El gobernador Valenzuela no pudo hacer nada al respecto, y el congreso de la Federación Centroamericana reconoció al Sexto Estado el 5 de junio de 1838 con una junta de gobierno provisional compuesta por Marcelo Molina Mata, José M. Gálvez y José Antonio Aguilar, mientras que el general mexicano Agustín Guzmán —antiguo oficial del ejército de Vicente Filísola que se había radicado en Quetzaltenango— quedó al mando del ejército del Estado. En diciembre de 1838, Molina Matta fue elegido como Gobernador del Estado de Los Altos, y de inmediato empezó a trabajar en el desarrollo del puerto en el Pacífico y en mejorar las relaciones con el gobierno federal en San Salvador.  Los indígenas de Occidente, por su parte, acudieron a la ciudad de Guatemala a quejarse de los líderes altenses ladinos, en especial del Jefe Político de Totonicapán, Macario Rodas, y el Comandante Militar, Agustín Guzmán, quienes les habían impuesto cargas fiscales extraordinarias, no habían derogado el impuesto personal impuesto por el gobierno de Gálvez y habían arrebatado gran parte de sus tierras ejidales. En represalia, las autoridades altenses encarcelaron a los quejosos.
Para cuando Morazán arribó a la Ciudad de Guatemala, Gálvez ya había abandonado la jefatura del estado. El grupo en el poder le otorgó plenos poderes para enfrentar a Rafael Carrera, asimismo le ofrecieron la presidencia vitalicia, pero Morazán rechazó esta oferta, porque ello estaba en contra de sus principios liberales. Luego Morazán hizo un llamado a Carrera a deponer las armas, pero el líder rebelde se opuso. Carrera fue derrotado y perseguido por Morazán en varias ocasiones, logrando así pacificar el estado. Pero el general nunca pudo apresar al líder indígena, ya que este simplemente se retiraba a las montañas y regresaba para ocupar las posiciones clave tan pronto como las tropas de Morazán salían del estado de Guatemala.
Gálvez no había renunciado, y se mantuvo en su casa de la ciudad de Guatemala, desde donde veía cómo todos sus esfuerzo se iban derrumbando. Legalmente él era el jefe de Estado, y Valenzuela solo era presidente interino en su ausencia. Cuando la situación estaba fuera de control para los liberales, Gálvez finalmente renunció.

### Golpe de Estado de 1839

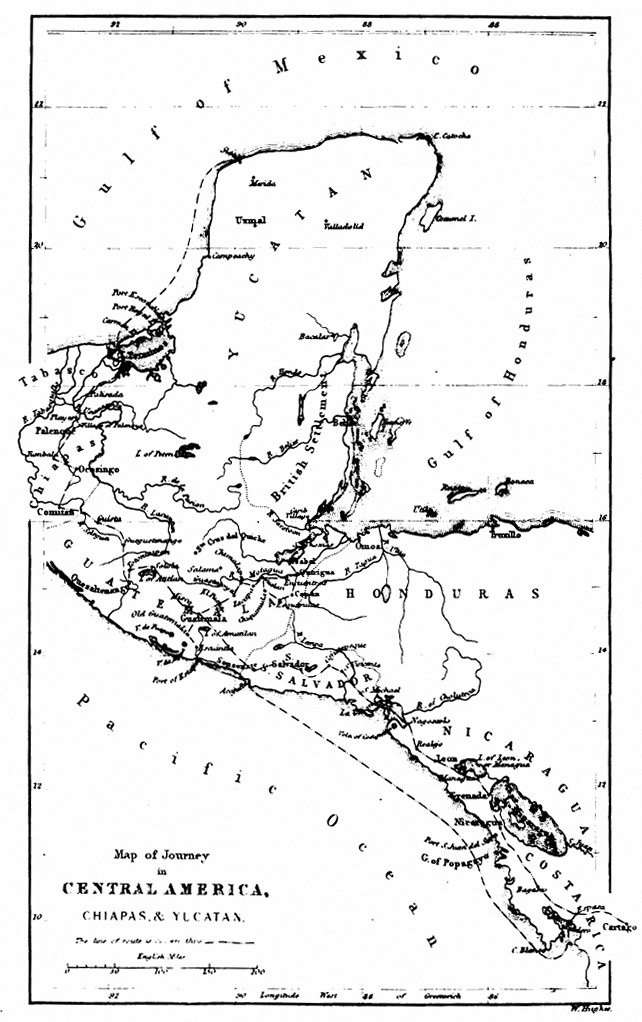
Mapa de Guatemala en 1839. Obsérvese las fronteras no delimitidas con México en Yucatán y Chiapas, y que Belice todavía era un asentamiento inglés.

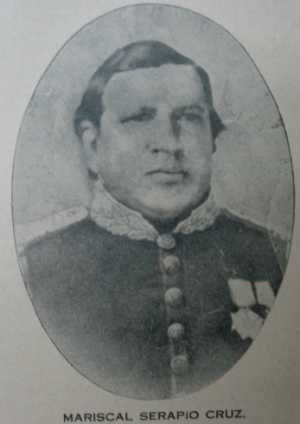
Mariscal Serapio Cruz, experimentado militar guatemalteco.

El 14 de abril de 1838 los conservadores perdieron el poder del Estado de Guatemala, y Carrera fue confinado a las serranías de Mita. Todo se inició con la incursión de las fuerzas liberales de Morazán y José Francisco Barrundia y Cepeda, quienes ingresaron a Guatemala y al llegar a San Sur, ejecutaron a Pascual Álvarez, suegro de Carrera, y colocaron su cabeza en una pica para escarmentar a todos los seguidores de este.  Al saberlo, Carrera y su esposa Petrona, que habían salido a enfrentar a Morazán tan pronto como se enteraron de la invasión y se encontraban en Mataquescuintla, juraron que no perdonarían a Morazán ni en la tumba.  Tras enviar a varios emisarios, a quienes Carrera no quiso recibir —en especial a Barrundia a quien le informó que no lo recibía para no matarlo— Morazán inició un fuerte ofensiva de tierra arrasada, destruyendo a los pueblos estaban a su paso y despojándolos de su pocos bienes, y obligando a las fuerzas de Carrera a esconderse en las montañas.
Creyendo que Carrera estaba totalmente vencido, Morazán y Barrundia se dirigieron a la Ciudad de Guatemala en fueron recibidos como salvadores por el gobernador Valenzuela y los miembros del Clan Aycinena, quienes incluso propusieron patrocinar uno de los batallones liberales, mientras que Valenzuela y Barrundia pusieron a las órdenes de Morazán los recursos de Guatemala para solventar cualquier problema financiero que tuviera.  Los criollos de ambos partidos celebraron hasta el amanecer el hecho de que tuvieran al fin a un caudillo como Morazán, capaz de derrotar a la rebelión del campo.  Morazán utilizó los recursos para apoyar a Los Altos y luego sustituyó a Valenzuela por Mariano Rivera Paz, allegado al Clan Aycinena, aunque no le retornó a este los bienes confiscados en 1829; en venganza, Juan José de Aycinena y Piñol votó a favor de la disolución de la Federación Centroamericana en San Salvador un poco más tarde, obligando con ello a Morazán a regresar a El Salvador para luchar por su moribundo mandato federal. En el camino, Morazán incrementó la represión en el oriente guatemalteco, como escarmiento por haber ayudado a Carrera, a quien consideraba vencido.
Sabiendo que Morazán se había ido a El Salvador, Carrera intentó tomar Salamá con la pequeña fuerza que aún le quedaba, pero fue derrotado, perdiendo a su hermano Laureano en el combate. Con apenas unos cuantos hombres logró huir, malherido, hacia Sanarate.  Tras recuperarse a medias, atacó a un destacamento en Jutiapa y logró obtener un pequeño botín que le repartió a los voluntarios que lo acompañaban y se aprestó a atacar Petapa, cerca de la Ciudad de Guatemala, en donde triunfó, pero con considerables bajas.
En septiembre de ese año, Carrera intentó un asalto a la capital de Guatemala, pero el general liberal Carlos Salazar Castro lo derrotó en los campos de Villa Nueva, y Carrera tuvo que replegarse, gravemente herido a Antigua Guatemala y de allí a las montañas del oriente del Estado.  Este triunfo sobre Carrera le valió a Salazar se normbrado como jefe del Estado de Guatemala por el propio Morazán.
Tras varios intentos infructuosos de tomar la ciudad y Quetzaltenango, Carrera fue cercado y herido y tuvo que capitular ante el general mexicano Agustín Guzmán, comandante en jefe del ejército del Estado de Los Altos. Morazán tuvo la oportunidad de fusilar a Carrera, pero no pudo pues necesitaba del apoyo del campesinado guatemalteco para poder contrarrestar los ataques de Francisco Ferrera en El Salvador; en lugar de eso, se vio obligado a nombrarlo como jefe militar de Mita, pero sin armas.  Cuando estaba en Mita, Ferrera lo invitó para reunirse, a lo que accedió; sabiendo que Morazán iba a atacar El Salvador, decidieron que Carrera iba a atacar la Ciudad de Guatemala y para ello Ferrera le dio mil armas y municiones.
Entre tanto, a pesar de las recomendaciones de su allegados de aplastar definitivamente las fuerzas de Carrera, Salazar intentó negociar con este por la vía diplomática. Incluso, para demostrar a Carrera que ni se le temía ni se le desconfiaba, retiró las fortificaciones que había en la capital guatemalteca desde la batalla de Villa Nueva. Aprovechando la buena fe de Salazar y las armas de Ferrera, el 13 de abril de 1839 Carrera tomó por sorpresa la plaza de Guatemala; esquivaron a sus rivales, y cuando despuntó el amancer, estaban en los barrios de la Parroquia Vieja y del Martinicio, con un ala hacia el barrio de Santo Domingo. Solamente es lograron escuchar unos gritos angustiosos de los crillos locales que decían: «¡Los bárbaros de la Montaña están en las garitas de la ciudad!» y «¡Allí está Carrera!»; mientras unos intentaban huir, otros enterraron sus joyas y bienes en los patios de sus casas y hubo quienes se escondieron en los áticos de sus casas.
Por su parte, Salazar Castro prefirió huir en vez de ponerse al mando de sus tropas; en camisa de dormir, saltó por los tejados de las casas vecinas y buscó refugio.  Disfrazado de campesino , dejó la ciudad y abandonó Guatemala; llegó a El Salvador y finalmente fue a Costa Rica. Barrundia y Mariano Gálvez también huyeron antes de la llegada de Carrera; las hordas del líder campesino fueron a buscarlos a sus casas pero ya no los encontraron; otros como la familia del doctor Pedro Molina Mazariegos, José Bernando Escobar y otros declarados líderes anticlericales tuvieron que asilarse irónicamente en parroquias y casas particulares para escapar de la persecución.
Ya sin Salazar, Carrera restituyó a Mariano Rivera y Paz, como gobernador del Estado de Guatemala; fue a su casa y le dijo: 
«No venimos a matar gente, sino a restituir a las autoridades. Vuesta merced fue arrancado por Morazán de su puesto y nosotros venimos a colocarle de nuevo en su lugar.»
Rivera Paz a su vez lo nombró general en jefe del Ejército aunque en realidad era Carrera quien tenía el mando absoluto en Guatemala y se constituyó en un fuerte aliado de Ferrera.
Se inició así el gobierno conservador de los 30 años.